# Hylaeus perrufus
Hylaeus perrufus är en biart som beskrevs av Cockerell 1929. Hylaeus perrufus ingår i släktet citronbin, och familjen korttungebin. Inga underarter finns listade i Catalogue of Life.

## Bildgalleri

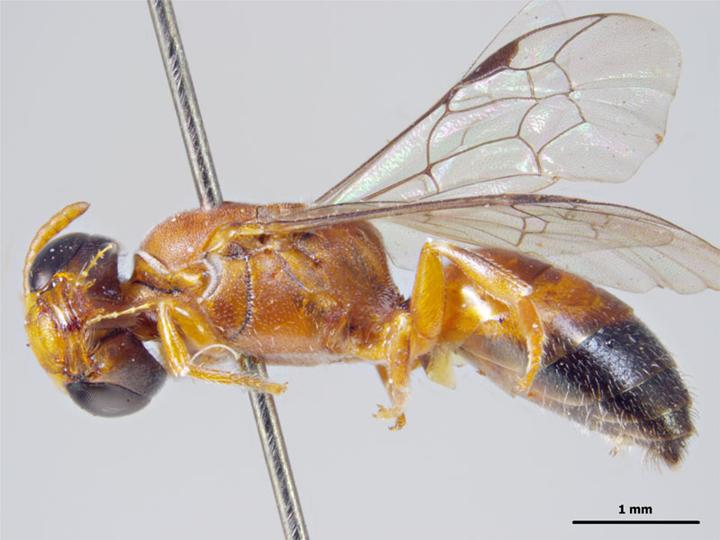
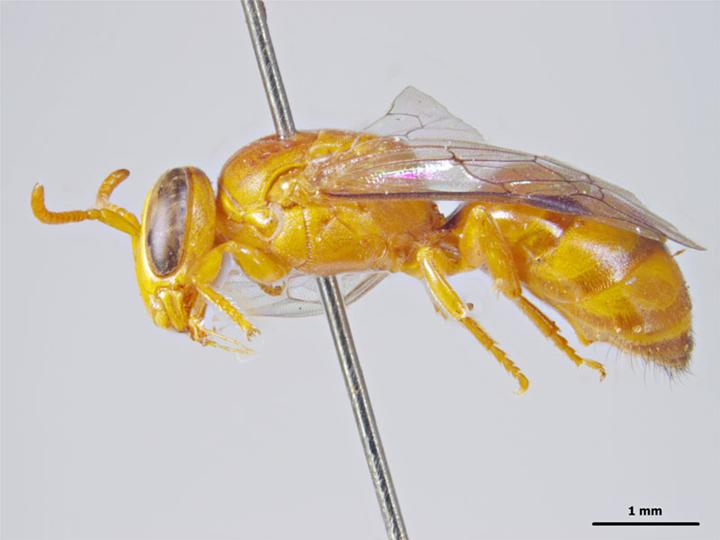